# Клима тропских пустиња
Клима тропских пустиња је клима која обухвата тропске пустињске пределе Африке, Азије, Северне Америке и Аустралије. Карактеришу је веома жарка лета, са температурама до 40 °C и топле зиме чије температуре нису ниже од 10 °C. Максималне летње температуре могу прећи преко 60 °C. Количина падавина је веома мала, најчешће испод 250 милиметара. Овај климат је уобичајен за Сахару, Намиб, Велику Викторијину пустињу, Руб ел Хали и др.